# Gangbei
Gangbei är ett stadsdistrikt och säte för stadsfullmäktige i Guigang i den autonoma regionen Guangxi i sydligaste Kina.